# Canton de Bouilly
Le canton de Bouilly est une ancienne division administrative française, située dans le département de l'Aube en région Champagne-Ardenne.

## Géographie
Ce canton était organisé autour de Bouilly, dans l'arrondissement de Troyes. 

## Histoire
Par le décret du 21 février 2014, le canton est supprimé à compter des élections départementales de mars 2015.

## Représentation

### Conseillers généraux de 1833 à 2015
| Période | Période      | Identité                      | Étiquette              | Qualité |
| ------- | ------------ | ----------------------------- | ---------------------- | --- |
| 1833    | 1845         | Nicolas Vernier-Guérard       | Centre                 | Juge au Tribunal civil de Troyes Maire de Troyes (août-nov. 1830), propriétaire rue du Mortier-d'Or Député (1820-1823, 1832-1837) |
| 1845    | 1877         | Eugène Bonamy de Villemereuil | Droite                 | Propriétaire à Villemereuil, conseiller d'arrondissement                                                                          |
| 1877    | 1891         | Louis Jules Jorry             | Républicain            | Médecin à Bouilly |
| 1891    | 1895         | Alexandre Mérat               | Socialiste             | Agriculteur à Moussey, conseiller d'arrondissement                                                                                |
| 1895    | 1914 (décès) | Stéphane Jacquinot            | Républicain            | Négociant à Villery |
| 1914    | 1925         | Auguste Huguay                | RG-URD                 | Notaire à Bouilly |
| 1925    | 1940         | Fernand Gentin                | Rad                    | Imprimeur Maire de Isle-Aumont Député (1932-1940) Président du Conseil Général (1924-1940) Ministre (1938-1940)                   |
|         |              |                               |                        | |
| 1943    | 1945         | Camille Godet                 | ?                      | Agriculteur Maire de Saint-Pouange Nommé conseiller départemental en 1943                                                         |
|         |              |                               |                        | |
| 1945    | 1949         | Aristide Papillon             | PCF                    | Cultivateur - Maire de Souligny                                                                                                   |
| 1949    | 1967         | Max Hutin                     | DVD                    | Représentant - Maire de Bouilly                                                                                                   |
| 1967    | 1979 (décès) | Philippe Vernier              | Centriste puis UDF-CDS | Agriculteur - Maire de Saint-Pouange                                                                                              |
| 1980    | 1998         | Robert Daragon                | DVD                    | Notaire Maire de Bouilly (1975-1982)                                                                                              |
| 1998    | 2004         | Maurice Mary                  | RPR puis UMP           | Maire de Souligny |
| 2004    | 2011         | Daniel Lebeau                 | PS puis PRG            | Chef des ventes puis enseignant Maire de Buchères depuis 2001                                                                     |
| 2011    | 2015         | Francis Ferrebeuf             | PS                     | Commerçant Ancien conseiller municipal de Buchères                                                                                |

### Conseillers d'arrondissement (de 1833 à 1940)
| Période                                  | Période          | Identité                                       | Étiquette | Qualité |
| ---------------------------------------- | ---------------- | ---------------------------------------------- | --------- | --- |
| 1833                                     | 1845             | Eugène Bonamy de Villemereuil                  | Droite    | Propriétaire à Villemereuil                                                                                 |
| 1845                                     | 1848             | Edme Adolphe Boucher de La Rupelle (1801-1862) |           | Propriétaire à Montchevreuil, maire de Saint-Léger                                                          |
|                                          |                  |                                                |           | |
|                                          | 1891 (démission) | Alexandre Mérat                                |           | Agriculteur à Moussey                                                                                       |
|                                          |                  |                                                |           | |
| 1919                                     |                  | Ernest Septier                                 |           | Maire des Bordes-Aumont                                                                                     |
| 1940                                     |                  |                                                |           | Les conseils d'arrondissement ont été suspendus par la loi du 12 octobre 1940 et n'ont jamais été réactivés |
| Les données manquantes sont à compléter. |                  |                                                |           | |

## Composition
Le canton de Bouilly regroupait vingt-huit communes et comptait 10 838 habitants, selon le recensement de 2012.
| Nom                     | Code Insee | Intercommunalité              | Population (dernière pop. légale) |
| ----------------------- | ---------- | ----------------------------- | --------------------------------- |
| Bouilly (chef-lieu)     | 10051      | CA Troyes Champagne Métropole | 1 046 (2014)                      |
| Assenay                 | 10013      | CA Troyes Champagne Métropole | 155 (2014)                        |
| Les Bordes-Aumont       | 10049      | CA Troyes Champagne Métropole | 555 (2014)                        |
| Buchères                | 10067      | CA Troyes Champagne Métropole | 1 534 (2014)                      |
| Cormost                 | 10104      | CA Troyes Champagne Métropole | 313 (2014)                        |
| Crésantignes            | 10116      | CA Troyes Champagne Métropole | 312 (2014)                        |
| Fays-la-Chapelle        | 10147      | CA Troyes Champagne Métropole | 135 (2014)                        |
| Isle-Aumont             | 10173      | CA Troyes Champagne Métropole | 496 (2014)                        |
| Javernant               | 10177      | CA Troyes Champagne Métropole | 159 (2014)                        |
| Jeugny                  | 10179      | CA Troyes Champagne Métropole | 491 (2014)                        |
| Lirey                   | 10198      | CA Troyes Champagne Métropole | 110 (2014)                        |
| Longeville-sur-Mogne    | 10204      | CA Troyes Champagne Métropole | 137 (2014)                        |
| Machy                   | 10212      | CA Troyes Champagne Métropole | 121 (2014)                        |
| Maupas                  | 10229      | CA Troyes Champagne Métropole | 112 (2014)                        |
| Montceaux-lès-Vaudes    | 10246      | CA Troyes Champagne Métropole | 250 (2014)                        |
| Moussey                 | 10260      | CA Troyes Champagne Métropole | 615 (2014)                        |
| Roncenay                | 10324      | CA Troyes Champagne Métropole | 154 (2014)                        |
| Saint-Jean-de-Bonneval  | 10342      | CA Troyes Champagne Métropole | 364 (2014)                        |
| Saint-Léger-près-Troyes | 10344      | CA Troyes Champagne Métropole | 804 (2014)                        |
| Saint-Pouange           | 10360      | CA Troyes Champagne Métropole | 899 (2014)                        |
| Saint-Thibault          | 10363      | CA Troyes Champagne Métropole | 521 (2014)                        |
| Sommeval                | 10371      | CA Troyes Champagne Métropole | 322 (2014)                        |
| Souligny                | 10373      | CA Troyes Champagne Métropole | 434 (2014)                        |
| La Vendue-Mignot        | 10402      | CA Troyes Champagne Métropole | 245 (2014)                        |
| Villemereuil            | 10416      | CA Troyes Champagne Métropole | 238 (2014)                        |
| Villery                 | 10425      | CA Troyes Champagne Métropole | 276 (2014)                        |
| Villy-le-Bois           | 10434      | CA Troyes Champagne Métropole | 61 (2014)                         |
| Villy-le-Maréchal       | 10435      | CA Troyes Champagne Métropole | 181 (2014)                        |

## Démographie
| 1962  | 1968  | 1975  | 1982  | 1990  | 1999  | 2006  | 2011   | 2012   |
| ----- | ----- | ----- | ----- | ----- | ----- | ----- | ------ | ------ |
| 5 482 | 5 775 | 6 817 | 8 423 | 9 405 | 9 407 | 9 990 | 10 682 | 10 838 |